# Scatopse maritima
Scatopse maritima är en tvåvingeart som beskrevs av Oswald Duda 1928. Scatopse maritima ingår i släktet Scatopse och familjen dyngmyggor. Inga underarter finns listade i Catalogue of Life.